# ملاکا (شهر)
شهر ملاکا (به انگلیسی: Malacca City) (مالایی: Bandaraya Melaka or Kota Melaka) مرکز ایالت ملاکا در منطقه ملاکا مرکزی در مالزی است. این شهر قدیمی‌ترین شهر مالزی در تنگه ملاکا است که در دورهٔ سلطان‌نشین ملاکا به یک مرکز تجاری و داد و ستد موفق تبدیل شد. این شهر در سال ۲۰۱۹ جمعیتی بالغ بر ۵۷۹٬۰۰۰ نفر داشت.

## جمعیت‌شناسی
قومیت و مذهب
سرشماری که در سال ۲۰۱۰ در مالزی انجام گرفت، جمعیت شهر ملاکا را ۴۸۴٬۸۸۵ نفر اعلام کرد.